# Volo EgyptAir 181
Il volo EgyptAir 181 è un collegamento passeggeri regionale partito dall'aeroporto Borg El Arab di Alessandria d'Egitto e diretto all'aeroporto Internazionale del Cairo. Il 29 marzo 2016, il volo è stato dirottato da un egiziano, che affermava di indossare una cintura esplosiva, che costrinse i piloti a dirigersi verso l'aeroporto Internazionale di Larnaca a Cipro. La maggior parte dei passeggeri e dell'equipaggio fu rilasciata poco dopo l'atterraggio. Il dirottatore si arrese circa sette ore dopo e tutti fuggirono dall'aereo illesi. Successivamente è stato rivelato che la cintura conteneva telefoni cellulari e nessun esplosivo. L'aereo coinvolto nell'incidente era un Airbus A320-200 dell'EgyptAir.

## L'aereo
Il velivolo coinvolto era un Airbus A320-232 registrato SU-GCB, numero del costruttore 2079. Il suo primo volo si svolse l'8 luglio 2003, venendo consegnato a EgyptAir il 31 ottobre dello stesso anno, e aveva dodici anni al momento del dirottamento.

## Passeggeri ed equipaggio
L'equipaggio era costituito da sei membri, piloti e assistenti di volo, e un addetto alla sicurezza, tutti egiziani, a bordo del volo 181. Dei 56 passeggeri, 30 erano egiziani, 14 europei e 8 statunitensi.

## Il dirottamento
Il volo 181 partì dall'aeroporto Borg El Arab di Alessandria alle 06:38 ora locale (UTC+2) per un breve volo verso l'aeroporto Internazionale del Cairo, con a bordo 56 passeggeri e sette membri dell'equipaggio. Dopo il decollo, il comandante venne informato che un passeggero, che diceva di indossare un giubbotto esplosivo, pretendeva che l'aereo fosse portato a Cipro. In seguito, un passeggero disse che durante il volo gli assistenti di volo avevano ritirato i passaporti dei passeggeri, cosa insolita per un volo nazionale ma, apparentemente, comune durante un dirottamento. L'aereo iniziò a guadagnare quota e venne annunciato che si stavano dirigendo verso Larnaca. L'aereo atterrò in sicurezza all'aeroporto Internazionale di Larnaca alle 08:46 ora locale (UTC+3) e si posizionò in un'area di parcheggio remota. L'aeroporto fu quindi chiuso a tutto il traffico in entrata e in uscita.

## I negoziati
Dopo l'atterraggio a Larnaca partirono le trattative e tutti a bordo furono liberi di andarsene, tranne tre passeggeri e quattro membri dell'equipaggio. Il dirottatore in seguito chiese di vedere la sua ex moglie, che viveva a Cipro, e chiese asilo nel paese. Inoltre consegnò alla polizia una lettera, indirizzata sempre alla sua ex moglie. I media statali ciprioti dichiararono che il dirottatore voleva il rilascio delle donne prigioniere in Egitto, e, secondo i funzionari egiziani, aveva chiesto di parlare con dei funzionari dell'Unione europea.
Le ultime sette persone in seguito scesero dall'aereo attraverso le scalette e un membro dell'equipaggio scese da una finestra della cabina di pilotaggio. Alle 14:41 ora locale, il ministero degli Esteri cipriota twittò che il dirottamento era finito e che il dirottatore era stato arrestato. Nessuno dei passeggeri o dell'equipaggio rimase ferito. In un precedente tweet, il ministero aveva identificato il dirottatore come Seif Eldin Mustafa, un cittadino egiziano.
Più tardi, nel corso della giornata, venne fatta circolare la foto di un passeggero visto sorridere accanto a Mustafa, la cui presunta cintura esplosiva era visibile sotto il cappotto. Il passeggero fu successivamente identificato come Ben Innes e la foto diventò virale. Un esperto di sicurezza descrisse le azioni di Innes come irresponsabili e uno psicologo dell'Università di Cambridge affermò che Innes potrebbe essere stato guidato da "puro narcisismo", spiegando che i social media mancano dei controlli e degli equilibri delle vecchie forme di comunicazione.
A causa di alcuni problemi di sicurezza aeroportuale, i funzionari dell'aeroporto internazionale del Cairo ritardarono la partenza di un volo diretto all'aeroporto Internazionale John F. Kennedy di New York.

## Il dirottatore
Dopo essere stato arrestato, Seif Eldin Mustafa fu trattenuto in custodia a Cipro. I governi di Egitto e di Cipro dichiararono l'intenzione di estradarlo per processarlo in Egitto. A Cipro si svolse un procedimento legale, in quanto era richiesta un'ingiunzione del tribunale per l'estradizione. Un primo verdetto a sostegno dell'estradizione è stato impugnato da Mustafa, sulla base dei rischi per i diritti umani in Egitto. Mustafa è stato infine estradato in Egitto, dove è stato processato e condannato all'ergastolo.